# Carl Ray
Carl Ray (* 10. Januar 1943 in Sandy Lake, Ontario, Kanada; † 26. September 1978 in Sioux Lookout, Ontario) war ein kanadischer Cree-Künstler, Illustrator und Kunstlehrer. Er war bekannt für seine innovativen Gemälde im Woodland-Stil und ein Gründungsmitglied der Professional Native Indian Artists Inc. (PNIAI), informell auch als „Indian Group of Seven“ bekannt.

## Leben
Carl Ray wurde in der Sandy Lake First Nation in Ontario geboren. Bis zu seinem 15. Lebensjahr besuchte er eine Residential School in McIntosh, Ontario. Er wuchs zu einer beeindruckenden Größe von 1,93 m heran und erhielt in seiner Cree-Gemeinschaft den Spitznamen "Tall Straight Poplar". Carl Ray war ein autodidaktischer Künstler, der stark von den geheimen Legenden der Ojibway/Cree beeinflusst wurde. Er lernte diese bis dahin ungeschriebenen Geschichten von seinem Großvater, einem angesehenen Medizinmann seiner Region. 
In den 1960er Jahren arbeitete Carl Ray mit Norval Morrisseau zusammen und trug zur Entwicklung des Woodland-Stils bei. Er war Gründungsmitglied der Professional Native Indian Artists Inc. (PNIAI), einer Gruppe indigener Künstler, die sich für die Anerkennung indigener Kunst in Kanada einsetzte. Carl Ray schuf auch Wandmalereien, darunter ein bedeutendes Werk für den kanadischen Pavillon auf der Expo 67 in Montreal. 
Carl Ray starb, nachdem er 1978 bei einer Schlägerei in Sioux Lookout erstochen worden war. Er wurde nur 35 Jahre alt. Während seiner kurzen Karriere wurden seine Werke in den folgenden Institutionen ausgestellt: Brandon University, Brandon; St. Laurent Plaza, Ottawa; Confederation College und Lakehead University, beide in Thunderbay. Seine Werke wurden in die Sammlungen der Kulturabteilung des Ministeriums für Indianische Angelegenheiten, der Manitoba Centennial Corporation, der Hudson’s Bay Company und des Royal Ontario Museum aufgenommen.

## Werk
Carl Rays Kunst zeichnet sich durch die Verwendung traditioneller Cree-Legenden und -Symbole aus, die er in einem modernen Kontext präsentierte. Sein Stil, der dem Woodland-Stil zugeordnet wird, ist bekannt für klare Linien, lebhafte Farben und spirituelle Themen. Der Stil des Malers Carl Ray ist durch eine einzigartige Form der Darstellung gekennzeichnet, die häufig die inneren Organe und Energielinien im Inneren eines Tieres oder einer menschlichen Figur zeigen. Seine Sujets werden oft in einem Zustand der Aufruhr mit den Elementen dargestellt.